# Vollenhovia banksi
Vollenhovia banksi är en myrart som beskrevs av Auguste-Henri Forel 1910. Vollenhovia banksi ingår i släktet Vollenhovia och familjen myror.

## Underarter
Arten delas in i följande underarter:
- V. b. banksi
- V. b. kuchingensis